# Arrows A1B
Der Arrows A1B war ein Formel-1-Rennwagen des britischen Automobilsportteams Arrows, der in der Automobil-Weltmeisterschaft 1979 zum Einsatz kam. Er war eine Weiterentwicklung des im Vorjahr eingesetzten Arrows A1 und stellte ein Übergangsmodell dar, das der Rennstall bis zum Erscheinen des neu konstruierten Arrows A2 im Sommer 1979 an den Start brachte.

## Hintergrund
Das Arrows-Team wurde im November 1977 von Franco Ambrosio, Alan Rees, Jackie Oliver, Dave Wass und Tony Southgate gegründet. Die ehemaligen Rennfahrer Rees und Oliver und die Ingenieure Wass und Southgate waren bis 1977 Mitarbeiter des Rennstalls Shadow Racing Cars gewesen. In den letzten Monaten des Jahres 1977 konstruierte Southgate den DN9, das Einsatzfahrzeug des Shadow-Teams für die Saison 1978. Bevor Shadow die ersten Exemplare des DN9 aufgebaut hatte, verließen Southgate, Wass, Rees und Oliver das Team und gründeten mit finanzieller Unterstützung des neapolitanischen Geschäftsmanns Franco Ambrosio in der mittelenglischen Gemeinde Bletchley einen eigenen Rennstall, der als Arrows Racing Team firmierte. Den ersten Rennwagen des Arrows-Teams, der als Reverenz an Ambrosio die Bezeichnung FA1 erhielt, konstruierte Tony Southgate. Das Auto war in einem solchen Maße mit Southgates Shadow DN9 identisch, dass ein Londoner Gericht den FA1 im Juli 1978 als Plagiat des DN9 ansah und dem Arrows-Team die weitere Verwendung des Autos untersagte. Arrows ersetzte den FA1 daraufhin durch den A1, der keine Teile enthielt, die mit dem Vorgänger bzw. mit dem Shadow DN9 austauschbar waren. Der A1 erschien im August 1978. Arrows baute im Laufe des Jahres drei Chassis, die von Riccardo Patrese und Rolf Stommelen gefahren wurden. Während Patrese regelmäßig an den Rennen teilnahm und durch den vierten Platz beim Großen Preis von Kanada drei Weltmeisterschaftspunkte einfuhr, scheiterte Stommelen viermal an der Vorqualifikation.
Der Arrows A1 war technisch nicht auf dem aktuellsten Stand. Ab 1978 zeichnete sich die Dominanz von Autos mit Bodeneffekt ab. Der A1 hatte zwar einen profilierten Unterboden; er erzeugte aber nur einen geringen Saugeffekt, weil nur ein Teil der Fläche unter den Seitenkästen für aerodynamische Zwecke genutzt werden konnte. Für die Automobil-Weltmeisterschaft 1979 konstruierte Southgate deshalb den Arrows A2, der als „radikales Wingcar“ konzipiert war. Allerdings war der A2 zu Saisonbeginn noch nicht fertiggestellt. Die Zeit bis zu seinem Debüt beim zum achten Rennen des Jahres in Frankreich überbrückte Arrows mit einem Evolutionsmodell des A1, das in den meisten Quellen als Arrows A1B bezeichnet wird.

## Technik
Der Arrows A1B war eine überarbeitete Version des A1 von 1978. Die Unterschiede zum Originalmodell waren gering. Die Festigkeit des Chassis wurde erhöht und die Radaufhängung verändert; zudem erfuhr die Aerodynamik leichte Veränderungen. Allerdings gelang es Southgate mit diesen Modifikationen nicht, die eingeschränkte Saugwirkung, die zu den größten Schwächen des A1 gehörte, spürbar zu verbessern. Das Auto wurde weiterhin von einem 3,0 Liter großen Achtzylinder-Saugmotor von Cosworth (DFV) angetrieben. Die Reifen kamen von Goodyear. Aufgrund der guten Ergebnisse der Saison 1978 erhielt Arrows in seinem zweiten Jahr wie die britischen Topteams Vorzugsreifen und war nicht mehr auf die als „Holzreifen“ bezeichneten zweitklassigen Produkte angewiesen, mit denen Goodyear kleinere Teams üblicherweise belieferte.

## Produktion
Arrows baute im Winter den jüngsten der drei Vorjahres-A1 (A1/03) auf die B-Spezifikation um; in dieser Form erschien das Auto bei den ersten beiden Rennen der Saison 1979. Daneben hinaus entstanden in den ersten Monaten des Jahres 1979 drei neue Autos vom Typ A1B, die die Chassisbezeichnungen A1/04, A1/05 und A1/06 erhielten. In ihnen verbaute Arrows keine Komponenten der letztjährigen Autos.

## Fahrer und Chassis
In der Automobil-Weltmeisterschaft 1979 fuhren Riccardo Patrese sowie Jochen Mass, der zum Jahresbeginn Rolf Stommelen ersetzte, den A1B. Die Fahrer nutzten die einzelnen Chassis wie folgt:
| Grand Prix  | A1/03       | A1/04            | A1/05            | A1/06            |
| ----------- | ----------- | ---------------- | ---------------- | ---------------- |
| Argentinien | Jochen Mass | Riccardo Patrese |                  |                  |
| Brasilien   | Jochen Mass | Riccardo Patrese |                  |                  |
| Südafrika   |             |                  | Jochen Mass      | Riccardo Patrese |
| USA West    |             |                  | Jochen Mass      | Riccardo Patrese |
| Spanien     |             |                  | Jochen Mass      | Riccardo Patrese |
| Belgien     |             |                  | Jochen Mass      | Riccardo Patrese |
| Monaco      |             |                  | Jochen Mass      | Riccardo Patrese |
| Kanada      |             |                  | Riccardo Patrese |                  |

## Lackierung
Der Arrows A1B war wie seine Vorgänger goldfarben lackiert und hatte schwarze Akzente. Hauptsponsor war wie 1978 die deutsche Bierbrauerei Warsteiner.

## Renngeschichte im Werksteam
Der Arrows A1B debütierte beim ersten Rennen der Saison in Argentinien. Patrese beschädigte sein neu aufgebautes Auto im Zeittraining so stark, dass es für das Rennen nicht mehr repariert werden konnte. In Ermangelung eines Ersatzautos ging Patrese daher nicht an den Start. Mass, der mit dem überarbeiteten 1978er Modell (Chassis A1/03) als 14. startete, kam mit zwei Runden Rückstand auf den Sieger als Achter ins Ziel. In Brasilien verpasste Mass mit dem siebten Platz die Punkteränge nur knapp. Zum dritten Saisonrennen in Südafrika erhielten beide Arrows-Piloten neue Chassis. Sie qualifizierten sich für den 16. (Patrese) bzw. 20. Startplatz und kamen auf den Plätzen 11 und 12 ins Ziel. Beim anschließenden Großen Preis der USA West in Long Beach erreichten Patrese und Mass Startplätze im vorderen Mittelfeld. Mass kam als Neunter und Letzter ins Ziel, Patrese fiel wegen eines Motorschadens aus. Die ersten Weltmeisterschaftspunkte für den A1B erzielte Patrese beim Großen Preis von Belgien, den er, nachdem zahlreiche vor ihm fahrende Piloten ausgefallen waren, als Fünfter beendete. Beim folgenden Rennen in Monaco punktete dann auch Mass: In dem von vielen Ausfällen geprägten Rennen kam er als Sechster und Vorletzter ins Ziel. Zuvor war er siebenmal überrundet worden. Patrese musste bereits nach vier Runden wegen eines Aufhängungsschadens aufgeben.
Nach dem Großen Preis von Monaco führte Arrows den gänzlich neuen A2 ein, der sich als problematisch erwies. Im Herbst 1979 kam der A1B allerdings noch zweimal zum Einsatz. Beim vorletzten Weltmeisterschaftslauf des Jahres in Kanada wurde der A1B für Patrese gemeldet, während Mass wie üblich einen A2 einsetzte. Mass verpasste in dem neuen Auto auf dem Circuit Île-Notre-Dame die Qualifikation, während Patreses Trainingszeit für Startplatz 14 reichte. Im Rennen gab er nach Fahrwerksproblemen in der 21. Runde auf. Zuvor hatte Arrows bereits beim Gran Premio Dino Ferrari, einem nicht zur Weltmeisterschaft zählenden Rennen in Imola, für Patrese einen A1B gemeldet. Patrese war hier Vierter geworden.

## Weiterverwendung in anderen Serien
Arrows verkaufte zwei der drei A1B-Modelle (Chassis A1/04 und A1/06) nach ihrem Einsatz in der Formel-1-Weltmeisterschaft an unabhängige Teams, die die Autos in der Aurora-AFX-Formel-1-Serie einsetzten.

### Chassis A1/04
Das britische Team Charles Clowes Racing übernahm den Arrows A1B/04, den Patrese in der Weltmeisterschaft 1979 nur einmal gefahren war, Anfang Juni 1979. Das Team setzte parallel dazu noch einen A1 ein, der sich auf dem technischen Stand von 1978 befand (Chassis A1/02). Mit ihm gewann Charles Clowes’ Spitzenfahrer Rupert Keegan 1979 die britische Formel-1-Meisterschaft. Den neueren A1B/04 meldete Charles Clowes in der Aurora-AFX-Formel-1-Serie 1979 achtmal für Ricardo Zunino, der mit dem Auto einmal siegte und dreimal Zweiter wurde. Am Ende des Jahres belegte Zunino mit 39 Punkten Rang sechs der britischen Meisterschaft.
Zu Beginn der Saison 1980 meldete Charles Clowes Racing den A1B/04 zunächst für den irischen Rennfahrer Vivian Candy, der nur zwei Rennen mit dem Wagen bestritt. Candy fiel einmal aus, ein weiteres Mal wurde er Siebter. Nachdem Renzo Zorzi mit dem Auto bei der Lotteria Monza 1980 angetreten war, gab Charles Clowes den Arrows für die drei folgenden Rennen an den Argentinier Leon Walger, der zweimal Zehnter und einmal Fünfter wurde.

### Chassis A1/06
Das Chassis A1/06 wurde im September 1979 an das britische Team Melchester Racing verkauft. Melchester meldete das Auto zu den beiden letzten Rennen der Aurora-AFX-Formel-1-Serie 1979 für Neil Bettridge, der einmal ausfiel und einmal Zwölfter wurde. Danach ging auch dieses Auto an Charles Clowes Racing, wo es für drei weitere Rennen mit Leon Walger gemeldet wurde, der zuvor den A1/04 gefahren war. Walger erzielte mit dem A1/06 keine Meisterschaftspunkte. Im Anschluss daran erschien der A1/06 noch bis 1988 bei zahlreichen Formula-Libre-Rennen in Großbritannien.

## Resultate in der Automobil-Weltmeisterschaft 1979
| Fahrer                           | Nr. | 1   | 2 | 3  | 4   | 5  | 6   | 7   | 8 | 9 | 10 | 11 | 12 | 13  | 14 | 15 | Punkte | Rang |
| -------------------------------- | --- | --- | - | -- | --- | -- | --- | --- | - | - | -- | -- | -- | --- | -- | -- | ------ | ---- |
| Automobil-Weltmeisterschaft 1979 |     |     |   |    |     |    |     |     |   |   |    |    |    |     |    |    | 3 (5)  | 9    |
| R. Patrese                       | 29  | DNS | 9 | 11 | DNF | 10 | 5   | DNF |   |   |    |    |    | DNF |    |    | 3 (5)  | 9    |
| J. Mass                          | 30  | 8   | 7 | 12 | 9   | 8  | DNF | 6   |   |   |    |    |    |     |    |    | 3 (5)  | 9    |